# River Conon (vattendrag i Storbritannien, lat 57,59, long -6,33)
River Conon är ett vattendrag i Storbritannien.   Det ligger i kommunen Highland och riksdelen Skottland, i den nordvästra delen av landet, 800 km nordväst om huvudstaden London. River Conon ligger på ön Isle of Skye.